# Räde Károly
Räde Károly, Raede Károly (eredeti neve: Karl August Räde) (Jessnitz bei Bautzen, Németország, 1864. március 11. – Budapest, 1946. február 20.) kertész, tájtervező, dendrológus.

## Családja
Karl August Räde Németországban a Bautzen melletti Jessnitzben született kereskedelmi kertész családban. Apja, Ernst Räde kertész és édesanyja kétéves korában meghaltak az 1866-os kolerajárványban. Apja halála után Bautzenben egy kertészcsalád fogadta magához, így eleve adott volt pályaválasztása.
Leányát, Räde Ellát dr. Farkas Gyula jegyezte el 1927. december végén.
Fiai: Károly és Vilmos

## Működése
A bautzeni Obst- und Gartenbau-Schule hallgatójaként szerzett szakmát, majd az ugyancsak Bautzenben működő Schindele kertészetében dolgozott. Ezután Hermann von Pückler-Muskau herceg, a tájkertészet elhivatott művelője özvegyének branitzi uradalmában lett főkertész. Szakmai előmenetelére ez a környezet nagy hatással volt. Később hosszabb tanulmányutakat tett, szinte egész Európát bejárta. Erfurti tartózkodása alatt a Möller’s Deutsche Gärtner Zeitung munkatársaként baráti kapcsolatba került Friedrich Kunerttel (1863–1948), a híres, potsdami „porosz Versailles"-nak nevezett Sanssouci későbbi udvari kertészével. 1893 nyarán a csehországi Bělohradban dolgozott főkertészként. 1893 fordulópont volt életében, ugyanis ekkor gróf Bethlen András magyar földművelésügyi miniszter – Wilhelm Hampel királyi kertészeti igazgató ajánlatára – meghívta az akkor szerveződő budapesti Kertészeti Tanintézet főkertészének. Räde 1893 őszétől részt vett a tanintézet megnyitásának előkészítésében. A kész szervezeti szabályzat és a kutatási program 1893 őszére elkészült, a „királyi jóváhagyás” 1894. április 30-án kelt. Ez a nap a Kertészeti Tanintézet „születésnapja”.
A Gellért-hegy déli lejtőjén, a Vinczellérképezde helyén 1894. november 25-én megnyitotta kapuit a Kertészeti Tanintézet. Ettől kezdve 1913 márciusáig az oktatás alapját képező díszkert, az arborétum kialakítója, elméleti tárgyak (dísznövénytermesztés, a virág-, zöldség- és gyümölcshajtatás) tanára és ezek gyakorlati oktatója is volt. Annyira elsajátította a magyar nyelvet, hogy előadásait magyarul tartotta. Oktatási segédanyagként 1905-ben közreadta a dísznövénytermesztésről és hajtatásról szóló tankönyveit. A Győry István által szerkesztett A kis kertész című kertészsegéd-tankönyvnek társszerzője volt (1911, 1914, 1922, 1929). Tanintézeti munkássága idején több külföldi tanulmányutat tett, az 1911/12-es tanév végén a tanulók bécsi látogatásának egyik vezetője volt.
Räde Károlyt 1912-ben kérték fel – Ilsemann Keresztély addigi főkertész halála miatt – Budapest székesfőváros kertészeti igazgatójának. 1913. február 1-jén foglalta el hivatalát. 27 éves vezetése alatt megújította, átrendezte a főváros kiemelkedő rekreációs területeit (Városliget, Népliget, Múzeumkert, Városmajor, Gellérthegy stb.) parkosította a reprezentatív tereket, a fő útvonalak mentén fasorokat ültettetett. 

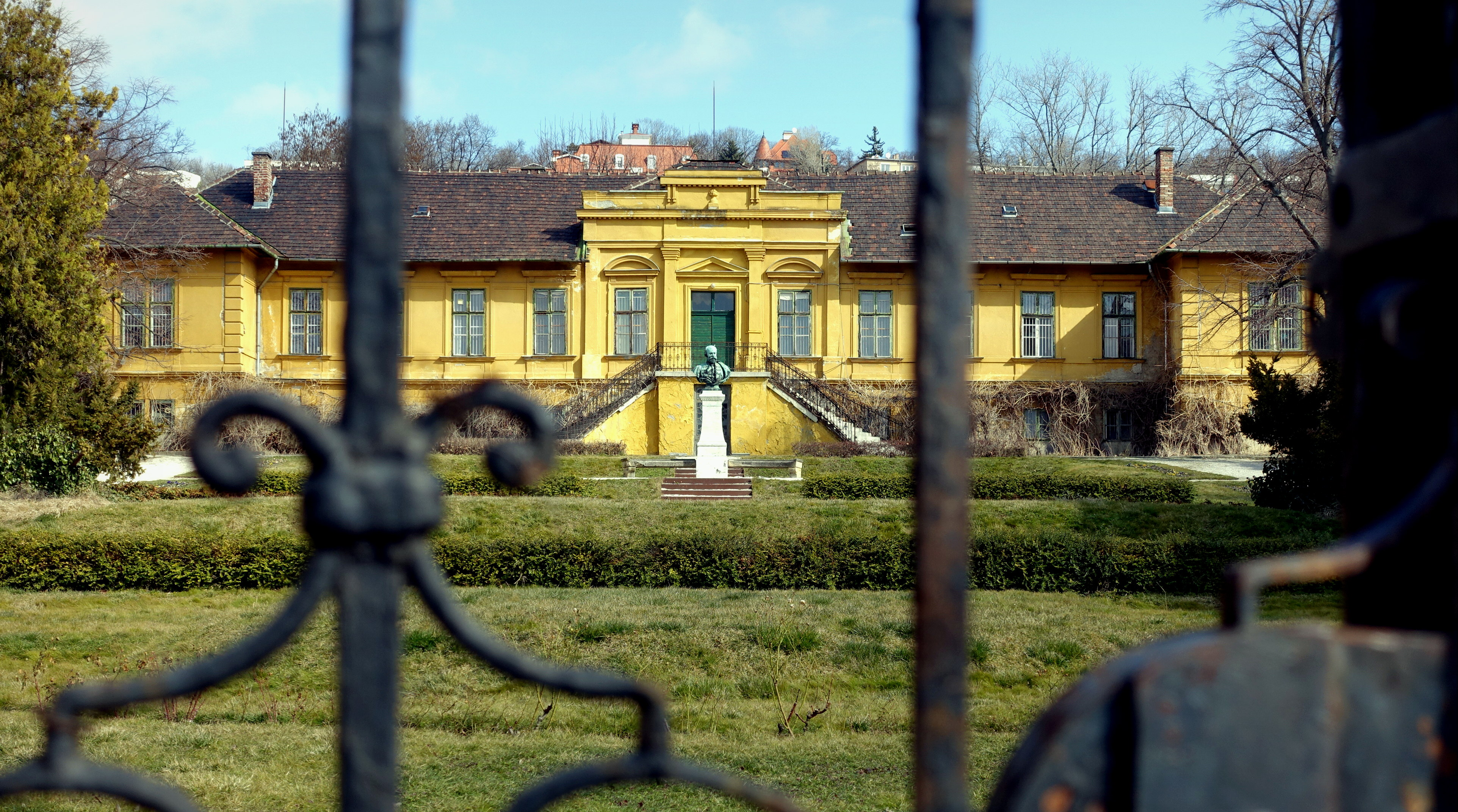
A Budai Arborétum központi épülete

Az Országos Magyar Kertészeti Egyesület választmányi tagja és alelnöke volt. 1926-ban az Országos Kertészeti Szaktanács tagjává nevezték ki. Szervezte és részt vett a magyar és külföldi országos, illetőleg a területi kertészeti kiállításokon.
1917 decemberében „a háború alatt kifejtett buzgó szolgálata elismeréséül” III. osztályú Polgári Hadi Érdemkereszt kitüntetésben részesült. Elnyerte a Ferenc József-lovagkeresztet (1918) és a gazdasági főtanácsosi címet (1930).
A kertészeti folyóiratokban rendszeresen publikált. Munkatársa volt a Gyümölcskertész (1895–1912), a Kertészet (1913–1919, 1921–1924), a Kertészeti Lapok (1894–1912, 1924–1932) és A Kert (1895–1919) című szaklapoknak. A Kertészeti Szemle (1931–1943) és alkalmanként egyéb folyóiratok számára is írt cikkeket. Jelent meg írása az erfurti Möller’s Deutsche Gärtner Zeitung-ban és a berlini Die Gartenwelt-ben is. Írásai a kertészeti termelés és a dísznövénykertészet minden ágát felölelték (dísznövény, kerttervezés, konyhakerti, zöldség- és gyümölcstermesztés stb.) Számos cikkét maga illusztrálta fotóival és rajzaival.
Támogatta a „Virágos Budapest – Virágos Magyarország” mozgalmat, melynek érdekében tanácsadó közleményeket és kiadványokat tett közzé.
1930-ban vonult nyugalomba. Ekkor Mátyásföldön, a László utca 8. szám alatti ingatlanban lakott. Az ezt követő időszakban főleg magánkerteket tervezett. A második világháború után elvesztette nyugdíját, semmilyen támogatásban nem részesült, így 82 évesen, unokájával együtt mindennapos anyagi gondok között élt.
Sírja a Cinkotai temetőben található (12. parcella, N/A szakasz, 1. sor, 78. sír), 2005 óta védett.

## Jelentősége

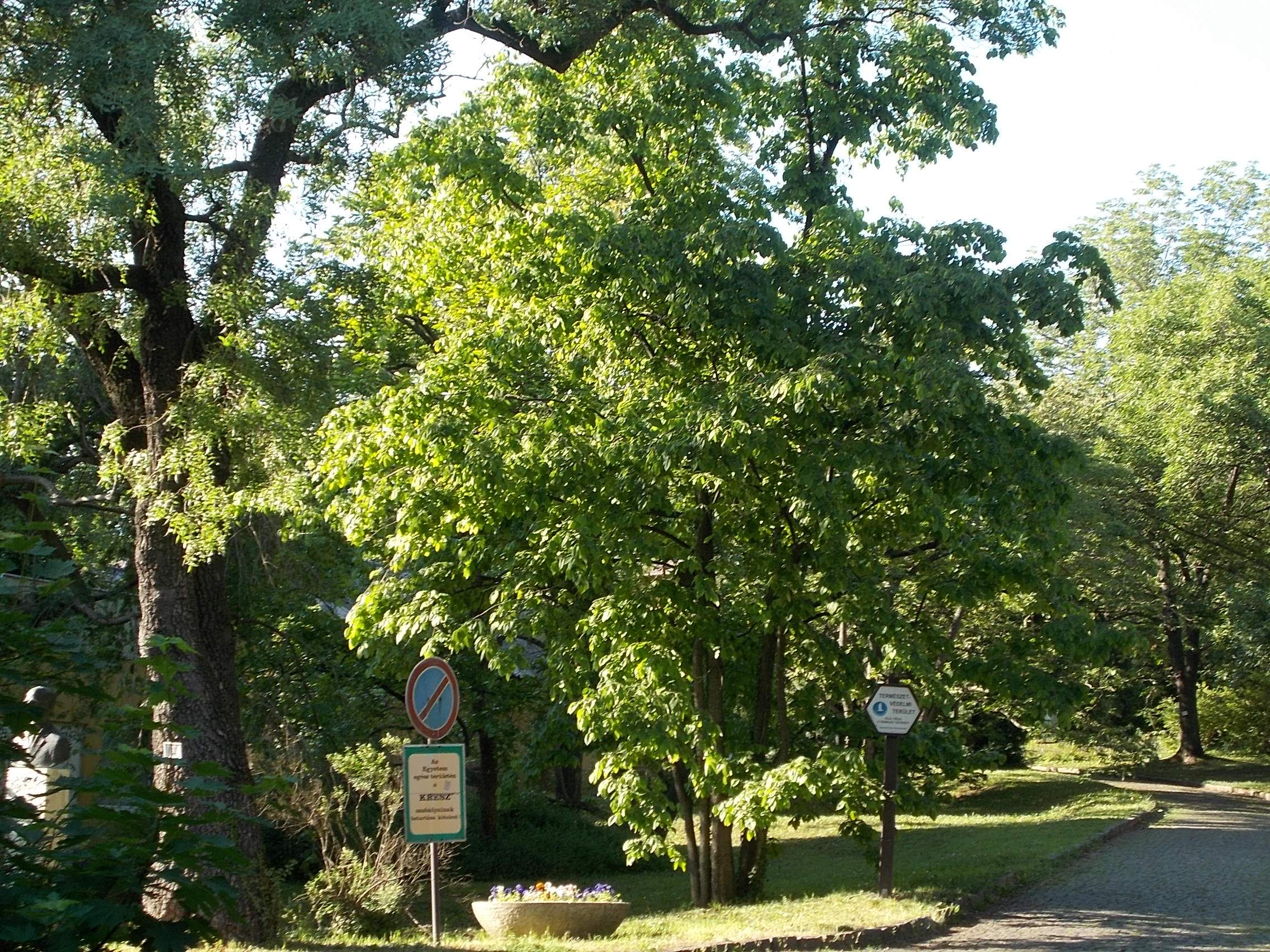
A volt Kertészeti Egyetem (2004 óta Corvinus Egyetem) felső arborétuma. Historizáló tájkert. Tervező Räde Károly. Épült 1893–94

1893-ban a Kertészeti Tanintézetbe kerülve megtervezte és kivitelezte annak dendrológiai tanulmány-kertjét: A dísztér 1,5 kataszteri hold terjedelmű területét, mely egy alsó vízszintes és egy felső enyhe lejtésű, három helyen 5-5 lépcsőfokkal összekötött részből állt, millefleur-ágyakkal (sokvirágú, kelmeminta-szerű) váltakozó virágágyakkal telepítette be. A Rosarium gyűjteményét mintegy 100 fajta folyton nyíló rózsából állította össze. Az Arboretum 4,24 kat. hold területén 15 változó méretű táblába fafajtákkal olajfafélékkel, loncfélékkel, toboztermőkkel, diófafélékkel, bükkfafélékkel, rózsafélékkel (alma, körte, cseresznye, meggy, szilva, őszibarack-félék teltvirágú és különböző színű levelű és alakú díszváltozataival), juharokkal, akácokkal stb. ültette be. A kerítések mentén díszcserjék, díszfák, évelő virágok, örökzöldek sorait vagy tábláit alakította ki. „A díszcserje-fajok és változatok mennyisége 800 db, míg a díszfa-fajok és változatok 300 db növénnyel vannak képviselve”. Ugyancsak Räde Károly főkertész készítette el az üvegházak terveit, felügyelte építésüket. 1919. évi visszaemlékező tanulmányában írja: „A növényházak száma 10, a hajtató-szekrényeké 4, a teleltető szekrényeké 4 és ezen kívül még 400 db melegágyi ablakkal is rendelkezünk.” Itt zöldség- és gyümölcshajtatással, valamint különleges virágkultúrák termesztésével foglalkoztak. Mint írta: „A melegházi (trópusi) 100, a mérsékelt házi (szubtrópusi) 800 és a Suculenta (Pozsgások) gyűjtemény 120 faj növényt ölel fel.”
Tanintézeti tevékenysége idején kérték fel a Darányi Ignác által kezdeményezett Erzsébet királyné-emlékfásítási mozgalom keretében a gödöllői Erzsébet királyné-park kialakítására. Räde Károly terve alapján 1898 novemberében kezdték el a terepegyengetést. 20 m széles, 240 m hosszú, egyenes, négyes krími hársfasort létesítettek. 1899-ben, tavasszal és ősszel mintegy 48 000 db cserjét, lombos és tűlevelű fát ültettek el. A parképítés munkálatai 1900-ban fejeződtek be. A park elején a magyar korona felnagyított másolatával ékes magas sziklacsoportozatot alakítottak ki, amely előtt Erzsébet királyné szobrát (Róna József alkotását) állították fel 1901-ben.

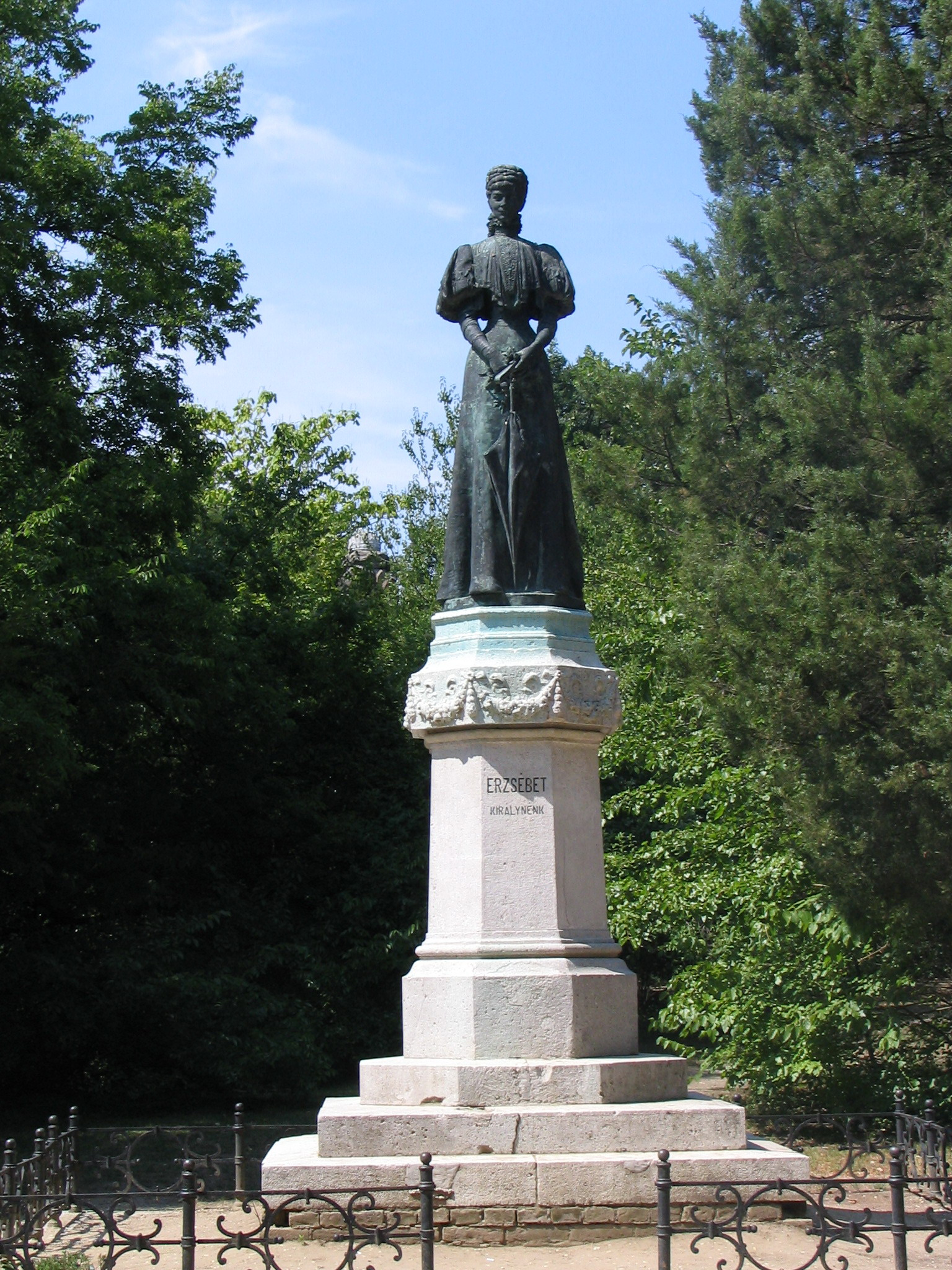
Erzsébet királyné szobra a gödöllői Erzsébet-parkban 2007-ben, Róna József szobra

Másik, a kultuszhoz kapcsolódó munkája előbbinél valamivel hamarabb született meg. Az akkor Kecskeméthez tartozó helvéciai szőlőgazdaságba homokmegkötési fásítási céllal is tervezett Erzsébet kert, amely azonban nem valósult meg, de terveit publikálta, s így tájépítészeti elképzelését ismerjük.
Közzétette a Hódmezővásárhelyi Állami Földmíves Iskola és a Szabadkai Állami Tanítónőképző kertjének tervrajzát is, melyeken a díszparkon kívül a gyakorlati tanítást szolgáló konyhakertet, gyümölcsöst, növényházat, melegágyakat stb. is elhelyezte.
Ugyancsak tanintézeti működése alatt elnyert megbízás alapján 1907 és 1912 között Ilsemann Keresztéllyel, Budapest főkertészével közösen tervezte meg és rendezte be az Állatkerti Pálmaházat.
Több vidéki tervezését ismerjük, az 1906-ban akadémiai rangra emelt debreceni Gazdasági Akadémia pallagpusztai kertgazdasága és parkja, Balatonkenese székesfővárosi üdülőtelep parkja – 1927.
1913-tól Budapest kertészeti igazgatójaként a Fővárosi Közmunkák Tanácsával, mint a területszabályozások, építkezések főhatóságával együttműködve javaslatokat tett parkok, közterek növényzetének kialakítására. Több fővárosi közterület fásítási, parkírozási tervét dolgozta ki, működését azonban egészen 1920/21-ig az I. világháború hátországbeli igényei, problémái hátráltatták.
Az első világháború és a Tanácsköztársaság időszaka jelentős károkat okozott a főváros zöldfelületeiben, mintegy 20 000 fa és a közparkok berendezésének nagy része is elpusztult. A hét évig tartó öntözési tilalom eredményeként a parkok gyepfelületei is kiszáradtak, elgazosodtak. 
„A fővárosnak száznál több kisebb-nagyobb nyilvános parkja, sétánya és kertje van s ezek a rendkívül értékes faanyagból álló fasorokkal és faiskolákkal együtt 300 hektárnyi területet borítanak. A parkok közt a legnagyobbak a Városliget, a Népliget, a Tisza Kálmán-tér és az Erzsébet-tér, kisebb sétányok vannak a Ludoviceum előtt, a hídfőknél s általában mindenütt, ahol fásításra alkalmas tér kínálkozott. E parkok szépségét igen magas fokra emelte volt a kertészet. ... Ma e parkok sivár és szomorú látványt nyújtanak. Számos szép és értékes – mert ritka fa – kivágva, a ritka fenyőfajok csúcsa a legtöbb esetben megcsonkítva, a szabad tereken nincsenek padok, mert azokat is elhordták a korlátfákkal és jelzőtáblákkal együtt a fatolvajok, a gyep letaposva, a bokrok, virágtövek, megtépve, megtépázva.” – írta 1921-ben.

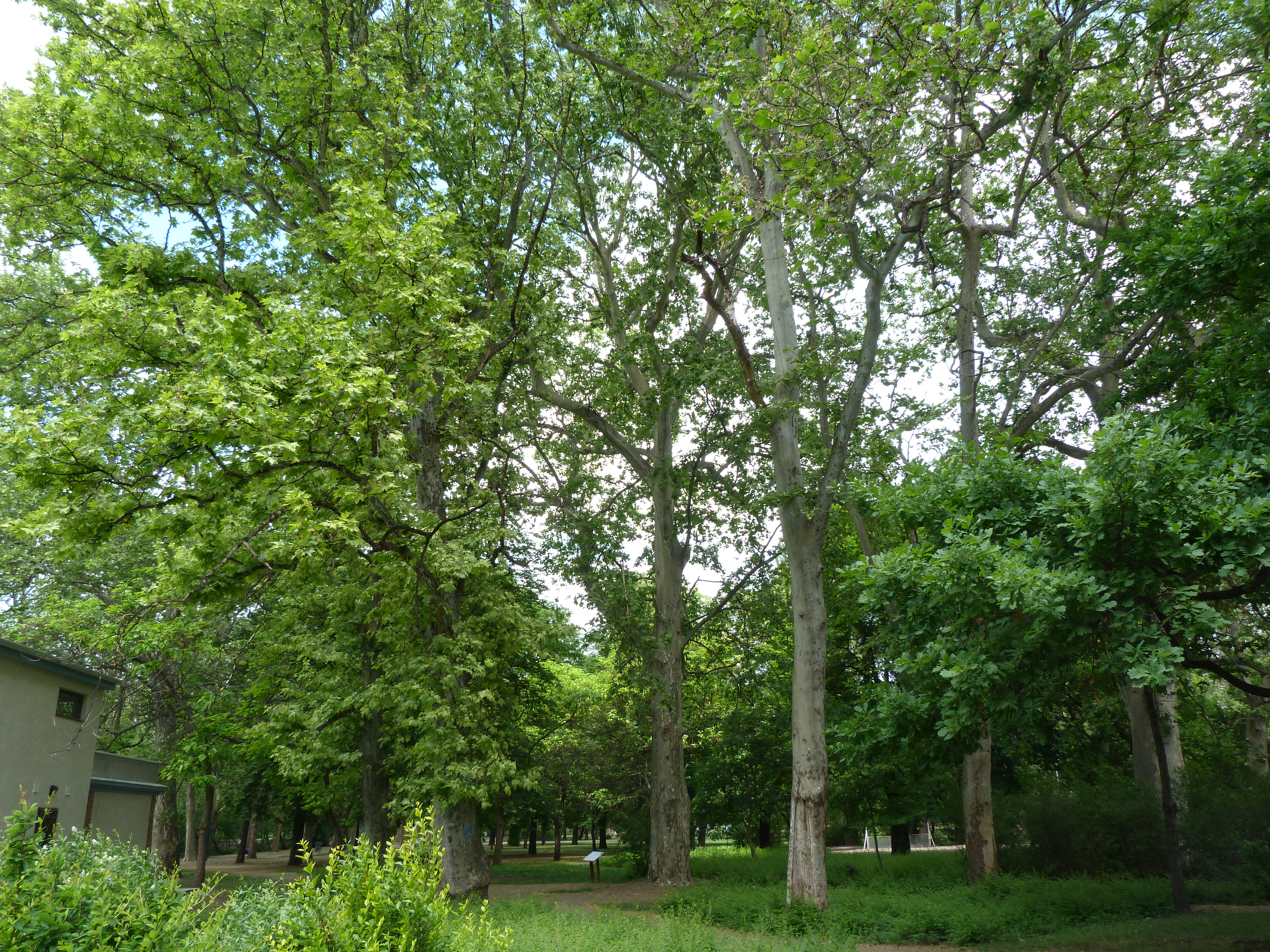
Városligeti 150 éves platánok. Foto: Derzsi Elekes Andor, 2012

Ebből a helyzetből kellett ismét visszaállítania a főváros zöldterületeinek előző állapotát és terveinek megfelelően az egyre népesebb, és gyógyvizei miatt európai fürdővárossá váló Budapest tájépítészeti környezetét modernizálni. A talajtani és klimatikus viszonyoknak megfelelően alakította a nagy területű parkokat, vagy azok létesítésére a városfejlesztés során kialakított közterületeket. Gyermekjátszóterek, pihenésre alkalmas kerti bútorok kihelyezésére is figyelmet fordított: „Most pedig meg kell említeni azokat a parkokat, vagy – mondjuk játszómezőket, szabadban lévő torna- és sporttereket, amelyeket más kultúrállam minden valamirevaló városában megtalálhatunk, de amelyek nálunk még nincsenek, azonban még megalkotni tanácsos volna.” 
- Városliget: A Christian Heinrich Nebbien által kialakított városi parkban a pihenési funkció segítésére nagy felületű gyepterületeket alakított ki, többszörös fasorral szegélyezett utakat létesített. Dendrológiai szempontból ellenállóbb, hosszabb életű és értékesebb növényfajtákat válogatott.
- Népliget: Átépítette, bővítette, értékes gyűjteményt telepített ide tölgy- és kőrisfajokból. Räde Károly, a Székesfővárosi Kertészet első igazgatója 1928-ban megtervezte, majd 1933–1935-ben átépítette a Népliget Dísz tér és Lengyel-sétány néven ismert részét. A két parkrész mértani felépítésével ma is élesen elüt az Ilsemann-féle angol tájképi parktól. Igen nagy érdeme Räde Károlynak a liget cserje- és fafajainak, növényritkaságainak a gyarapítása. A fajok száma ismét elérte az ötszázat.[20]
- Városmajor: Az Ördög-árok városmajori szakaszát 1917 és 1921 között boltozták be. Ezután nem sokkal, 1929-ben került sor a Városmajor átfogó rendezésére. Räde Károly kertészeti főigazgató tervei alapján az egész parkot megújították, kialakították máig fennmaradt szerkezetét. A terv a Tallherr-féle barokk alapszerkezetet megtartotta, és egységesítette a parkot.[21]
- Gellérthegy: A kopár lejtők beültetésével, utak, virágfelületek tervezésével, fásítással parkká alakította. „Az utak helyes vonalvezetéssel szépen vannak megépítve. Rézsűiket szikladarabokkal rakták ki, hogy a földtömeg könnyebben megálljon. A szépen »domborművezett« domboldalakat smaragdzöld színű bársonyos pázsit borítja. Csak az, aki ismeri azokat a nehézségeket, melyeket a pázsit részére gyilkos pesti klíma képez, az tudja csak méltányolni azt a munkát, amelyet itt végeztek. Sokféle tűlevelű és örökzöld növény ragyog itt a napsugárban és bájosan lengetik fejecskéiket a sokszínű évelők és egynyári virágok mindenfelé.” [22]

A városi közterek áttervezésénél is közreműködött, (ma már többségük teljesen átalakítva, vagy beépítve). Ezek közül említésre méltóak:

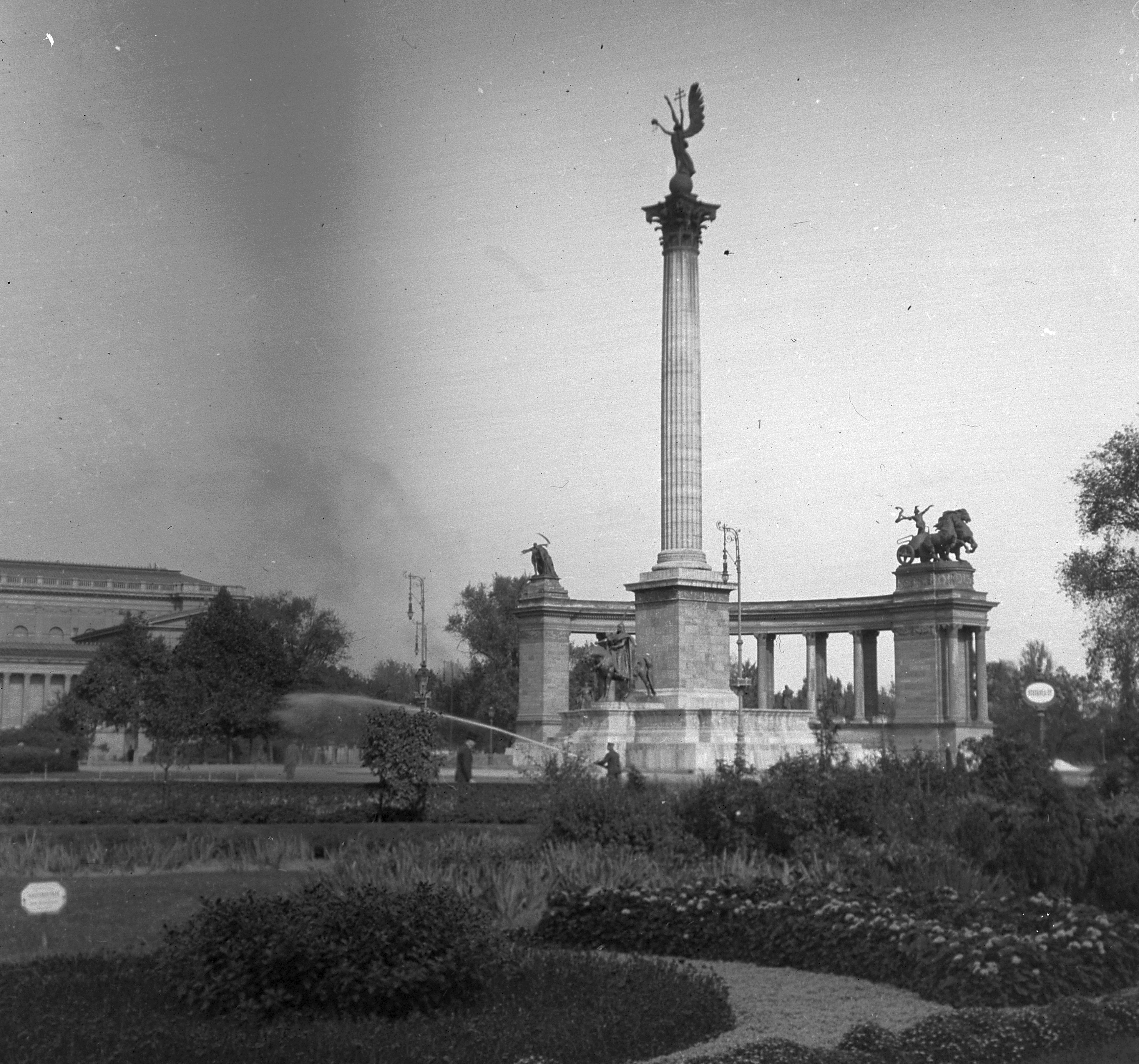
A millenniumi emlékmű parkosított környezete, 1914

- a Krisztina körút és a Kékgolyó utca találkozásánál levő terület (ma Magyar jakobinusok tere),
- a Szilágyi Dezső tér,
- a Kálvária tér,
- a Bécsikapu tér,
- a Corvin tér (1922),
- a Tisza Kálmán tér (ma II. János Pál pápa tér, 1924–1926),
- a Szabadság tér (1925–26),
- az Apponyi tér (ma Ferenciek tere, 1926),
- a József tér (József nádor tér, 1926),
- a Baross tér (1927–1928)
- a Kossuth Lajos tér (1927–1928)

Az általa rendezett kertek közül jelentősebbek: a Központi Városháza udvara (1925–1926), az azóta beépített kőbányai Rottenbiller-kert (1926–1927), a Horváth-kert (Haydn park, tervrajz: 1927), a Károlyi-kert (tervrajz: 1929) és a Szent István–park.
Nevéhez fűződik még a budai Lánchídfő és a Várkert rakpart újrarendezése valamint a Ménesi út fásítása. Számos magánkertet is létesített.
Nyugdíjazása után is folyamatosan publikált. Budapest 1930-as évekbeli közpark-állapotát rögzítette A Természet című lapban közzétett cikkében: 
„A székesfővárosi kertészet által gondozott kertterület kerekszámmal 3,600.000 négyzetméter, vagyis 360 hektár. Ha ehhez hozzávesszük a külön kezelt Szent-Margitszigetnek mintegy 100, a székesfővárosi állat- és növénykertnek 10, a különböző nyilvános fürdők kertjeinek és a MÁV díszkerteknek 15, a különböző kórházi és üzemi kerteknek pedig 15 hektárnyi területét, akkor megállapíthatjuk, hogy a díszkerteknek és sétányoknak területe az 500 hektárt eléri. És ha figyelembe vesszük, hogy a főváros lakossága még a Zugligetben, a Hűvösvölgyben és a fővároshoz közel fekvő erdőkben is elsétálhat, akkor kiderül, hogy Budapestnek – Európa többi nagy városaihoz viszonyítva – elegendő számú és kiterjedésű sétánya, díszkertje, illetőleg a szabad természetben található pihenőhelye van. ... Kiegészítésül Budapestnek fákkal beültetett utcáiról is meg kell emlékeznem, amelyek közül 251 utca 50 000 sorfával a pesti oldalra és 214 utca 55 000 sorfával a budai oldalra esik.” 

## Emlékezete
- A Népligetben egy sétány viseli a nevét.
- Emlékét őrzi, miután idős korában Mátyásföldön lakott, a XVI. kerületben a Sashalmi sétányon kialakított Helytörténeti Fasor táblája is.
- 1994-ben a a dendrológia területén végzett kimagasló tevékenység elismerésére Räde Károly emlékérmet alapítottak. 1994-ben Bercsek Péter, dr. Domokos János (posztumusz), dr. Nádasi Mihály, dr. Ormos Imre (posztumusz), dr. Probocskai Endre, Sípos Elek, Szendrői József és Tóth Imre, 1996-ban dr. Nagy Béla nyerte el e kitüntetést.

## Művei
- Dísznövény tenyésztés. 1–2. köt. Bp., 1905. 1016 lap
- Gyümölcs-, zöldség- és virághajtatás. Bp., 1905. 228 lap
- A cserepes növények és virágágyak gondozásának legfontosabb szabályai. Bp., 1905. 22 lap
- Räde Károly–Rerrich Béla: Virágos Budapest. Ablakaink és erkélyeink díszítése; Székesfőv. házi Ny., Bp., 1913
- A cserepes növények és virágágyak gondozásának legfontosabb szabályai; Szfv. házi Ny., Bp., 1915
- Budapest székesfőváros nyilvános kertjeiről. Bp., 1927. 24 lap (részlet)  Archiválva 2020. augusztus 5-i dátummal a Wayback Machine-ben
- Budapest székesfőváros kertészetéhez tartozó park-sétány és kertek tervei. Bp., 1929. 107 táblalap
- Kerti eszközök és kerti építmények. A díszkertészet alapvonalai (in: A kis kertész. Szerk. Győry István) Bp., 1911. 65–151. lap
- Räde Károly és Rerrich Béla: Virágos Budapest. In: Városi Szemle 2. évf. 1909. Önálló közlemények. 237–249. oldalak
- Tervrajzainak gyűjteményét „Budapest székesfőváros kertészetéhez tartozó park-sétány és kertek tervei” címen adták ki (1929). Eredeti kertterveinek egy része a Fővárosi Kertészeti Vállalat Archívumában található.
- Raede Károly–Rerrich Béla: Virágos Budapest, virágos Magyarország. Útmutatás ablakaink és erkélyeink virágdíszítésére, virágaink ápolására; Szfv. Háziny., Bp., 1929